# Dookie
Dookie es el tercer álbum de estudio de la banda estadounidense Green Day. El álbum fue la primera colaboración de la banda con Rob Cavallo. Lanzado el 1 de febrero de 1994 bajo el sello Reprise Records en Estados Unidos, Dookie se convirtió en un éxito en todo el mundo, consiguiendo llegar al puesto número dos en el Billboard 200 estadounidense y logrando entrar en las listas de seis países más.
Fueron extraídos cinco sencillos: «Longview», la regrabada «Welcome to Paradise», «Basket Case», «She» y «When I Come Around». El disco es el más exitoso de Green Day en ventas hasta la fecha con 20 millones de copias vendidas en todo el mundo. Dookie ganó el premio Grammy al mejor álbum de música alternativa en 1995 y es el primer disco álbum de diamante que posee Green Day de 3.
En 2024, la Biblioteca del Congreso de Estados Unidos incluyó a Dookie en su Registro Nacional de Grabaciones por ser «cultural, histórica o estéticamente significativo».

## Origen
Tras el éxito underground del segundo álbum de la banda, Kerplunk! (1992), varias de las discográficas majors mostraron interés en Green Day. Los representantes de los grandes sellos fracasaron en el intento de conseguir la firma de la banda pese a sus invitaciones a comidas para tratar de cerrar el acuerdo, e incluso un mánager invitó al grupo californiano a Disneyland. Green Day rechazó cualquier tipo de avances en las negociaciones sin antes reunirse con el productor (y representante de Reprise Records) Rob Cavallo. Los miembros de la banda quedaron impresionados con su trabajo con la banda, también californiana, The Muffs y, más tarde, comentaron que Cavallo "fue la única persona con la que pudimos realmente hablar y conectar".
Finalmente la banda dejó su sello independiente Lookout! Records mediante términos amistosos y firmaron con Reprise Records. El hecho de firmar por una multinacional causó un gran malestar entre los seguidores originales que la banda se había granjeado durante la época en que tocaban en el club de música independiente 924 Gilman Street y tacharon a Green Day de ser unos "vendidos". Dicho club expulsó a la banda tras conocer la noticia de su fichaje por Reprise Records. También, y tras conocerse la noticia, en las paredes del local de Gilman Street aparecieron pintadas en contra de la banda como ¡Destruir a Green Day ahora! En unas reflexiones que hizo su cantante y líder Billie Joe Armstrong sobre aquel periodo a la revista Spin en 1999, aseguró que "no podía volver a la escena punk, fuéramos el mayor éxito de la historia o el mayor fracaso [...] Lo único que podía hacer era seguir e ir adelante". Green Day, se considera una de las más grandes bandas punk melódicas entre los años 1996 y 2001.

## Grabación y producción
Rob Cavallo fue escogido como productor principal del álbum y Jerry Finn como mezclador. Green Day, en un principio, entregó una demo a Cavallo, y tras escuchar la cinta en el coche de camino a casa, sintió que había "tropezado con algo grande". La sesión de grabación de la banda duró tres semanas y el álbum fue remezclado dos veces. Armstrong aseguró que la banda quería crear un sonido seco "similar al disco de los Sex Pistols o los primeros álbumes de Black Sabbath". La banda sintió que la primera mezcla no era satisfactoria. Cavallo aceptó y lo remezcló en los Fantasy Studios de Berkeley, California. Armstrong, más tarde, dijo de su experiencia en el estudio que "todo estaba ya compuesto, todo lo que tuvimos que hacer era representarlo".

## Composición
La mayoría del contenido del álbum fue compuesto por Armstrong, excepto "Emenius Sleepus" que fue coescrita por Armstrong y el bajista Mike Dirnt y la pista oculta "All By Myself", compuesta por el baterista Tré Cool. El álbum está basado en experiencias de los miembros de la banda tales como ansiedad, ataques de pánico, masturbación, orientaciones sexuales, aburrimiento y antiguas novias, y es que en el momento de la grabación ninguno de ellos superaba los 22 años de edad.
El sencillo "Longview" tiene una firma de bajo que el propio bajista Dirnt escribió mientras estaba bajo los efectos de LSD. En principio olvidó gran parte de ello, pero recuerda partes que fueron incluidas en la canción. Armstrong declaró que la canción trataba principalmente sobre el aburrimiento, masturbación y fumar cannabis, con evidencias en las letras ("cuando la masturbación perdió su diversión/estás jodidamente descansado").
"Welcome to Paradise", el segundo sencillo extraído de Dookie, ya apareció en el segundo álbum de estudio de la banda, Kerplunk. La canción fue regrabada, con un sonido distinto para Dookie. No se realizó un videoclip para la canción, sin embargo, ciertas apariciones en vivo de la canción son asociadas, a menudo, a un vídeo musical. El video se encuentra disponible en el sitio web oficial de la banda.
"She" fue un sencillo únicamente distribuido por radio y fue compuesto por Armstrong con relación a una antigua novia que le muestra al novio un poema feminista con idéntico título. A cambio, Armstrong escribió la letra de "She" y se las enseñó. Ella se mudó más tarde a Ecuador y pidió a Armstrong que pusiera finalmente "She" en el álbum. Esa misma exnovia es el tema central de las canciones "Sassafras Roots" y "Chump".
Otra canción, en este caso "Coming Clean", trata sobre la bisexualidad aceptada de Armstrong cuando tenía 16 y 17 años. En una entrevista concedida a la revista The Advocate, el cantante dijo que aunque nunca mantuvo relaciones con un hombre, su sexualidad ha sido "algo parecido a una lucha dentro de mí".
En el éxito «Basket Case», que apareció en muchas listas de éxitos en todo el mundo, también se reflejan experiencias personales de Armstrong que influenciaron la composición del sencillo. La canción trata sobre los ataques de ansiedad de Armstrong y sus sentimientos de "volverse loco" antes de diagnosticársele desórdenes de pánico. El video musical fue grabado en una institución mental abandonada.
El último sencillo extraído del álbum, "When I Come Around", fue nuevamente inspirado por una mujer, actualmente la esposa de Armstrong pero por aquel entonces su exnovia, Adrienne. Tras una discusión entre la pareja, Armstrong dejó a Adrienne para pasar más tiempo a solas. El videoclip cuenta con los tres miembros de la banda caminando por Berkeley y San Francisco por la noche y acaba finalmente volviendo a la ubicación original. El futuro guitarrista de giras, Jason White, hizo un breve cameo en el videoclip con su novia de aquella época.
Billie Joe Armstrong escribió la canción "In The End" sobre su madre y el novio de ésta (similar a "Why Do You Want Him?"). El cantante reconoció que "aquella canción trata sobre el marido de mi madre, no trata realmente sobre una chica ni de ninguna relación mía. Trata sobre mi madre".

## Nombre y diseño del álbum
El nombre del álbum es una referencia a la diarrea que sufrían a menudo los miembros de la banda, que se referían a ella como "liquid dookie" (caca líquida, en español) tras haber comido alimentos en mal estado mientras estaban de gira. En un principio el nombre del álbum iba a titularse precisamente así, "Liquid Dookie", pero fue cambiado finalmente ya que lo consideraron "demasiado grosero", por lo que lo cambiaron a, simplemente, "Dookie".
El diseño de la portada es una ilustración de Richie Bucher, que describió en ella bombas lanzadas sobre personas y edificios. En el centro hay una explosión con el nombre de la banda en la parte superior. Armstrong explicó así el significado de la ilustración:
| Quise que la ilustración pareciese realmente diferente. Quise que representase a la Bahía Este y de donde venimos, porque hay muchos artistas en la escena de la bahía este que son tan importantes como la música. Así que hablamos con Richie Bucher. Él ya hizo una portada de 7 pulgadas para una banda llamada Raooul que me gustó realmente. También ha tocado en bandas de la Bahía Este durante años. Hay piezas de nosotros esparcidas por la carátula del álbum. Hay un tipo de barba con su cámara en el aire haciendo una foto. Él (Bucher) tomaba fotos de bandas cada fin de semana en el Gilman. El personaje de sotana que se parece a Ozzy Osbourne es la mujer de la portada del primer álbum de Ozzy. Angus Young está por ahí también. El grafito que dice "Twisted Dog Sisters" se refiere a aquellas dos chicas de Berkeley. Creo que el tipo que dice "The fritter, fat boy" es una referencia a un policía local. Billie Joe Armstrong |

La contraportada del álbum de las primeras ediciones del CD contenía una imagen de un juguete de Epi, de Barrio Sésamo y fue retirada más tarde por miedo a problemas judiciales. Algunos rumores dieron a entender que fue eliminada porque podría inducir a los padres a considerar que Dookie era un álbum para niños o que los creadores de Barrio Sésamo habían demandado a Green Day.

## Lanzamiento
Tras su lanzamiento, Dookie logró entrar en las listas de éxitos de siete países. El álbum llegó al número dos en el Billboard 200 de Estados Unidos y fue un éxito en varios países más, alcanzando el número uno en Nueva Zelanda. El puesto más bajo conseguido fue en el Reino Unido, con el 13. Por otra parte, los sencillos de Dookie consiguieron, también, un importante éxito y «Basket Case» fue el gran éxito del álbum, entrando en los diez primeros puestos de las listas del Reino Unido y Suecia. Más tarde, en la edición de 1995 de los premios Grammy, el disco fue galardonado con el mejor álbum de música alternativa, con "Longview" y "Basket Case" siendo nominadas también a un Grammy.
Durante la década de 1990, Dookie continuó vendiéndose muy bien y, finalmente, recibió el disco de diamante de la RIAA en 1999. Hasta la fecha, Dookie ha vendido alrededor de 20 millones de copias en todo el mundo y continúa siendo el álbum mejor vendido de la banda.

## Crítica profesional
El álbum fue bien recibido por algún sector de la crítica especializada, como Allmusic que describió a Dookie como "una obra estelar de punk moderno que muchos han tratado de emular pero nadie ha mejorado". En 1994, Time consideró a Dookie el mejor disco de rock de ese año y el tercero mejor a nivel global. El New York Times, a comienzos de 1995, describió el sonido de Dookie como "punk que se vuelve pop rápido, divertido, pegadizo [...]; la apatía rara vez sonó tan apasionada".
Sin embargo, muchos otros críticos e incluso algunas bandas comerciales aseguraron que Green Day se había vendido a un gran sello discográfico (Reprise Records pertenece a Warner Bros. Records desde 1963) y los tacharon de "impostores diluidos del punk". The New York Times, mientras complementaba la calidad general del álbum, destacó que el sonido pop de Dookie se asemejaba sólo de forma remota a la música punk. La banda no respondió en principio a aquellos comentarios, pero más tarde aseguraron que "sólo trataron de ser ellos mismos" y que "es nuestra banda, podemos hacer lo que queramos". Dirnt afirmó que el siguiente álbum, Insomniac, fue el disco en el que descargaron su ira provocada por las críticas de los críticos y los antiguos fanes.

### Elogios
Desde que el álbum fuese lanzado, Dookie ha aparecido en varias listas "must have" (en español, tiene que estar) que elaboran diversos medios de comunicación dedicados a la música. Algunas de las listas más destacadas en las que incluyeron a Dookie se muestran a continuación: esta información es una adaptación de Acclaimed Music:
| Publicación                 | País           | Elogio                                                        | Año  | Puesto |
| --------------------------- | -------------- | ------------------------------------------------------------- | ---- | ------ |
| Kerrang!                    | Reino Unido    | Los 100 Álbumes de Kerrang! que debes escuchar antes de morir | 1998 | 33     |
| Kerrang!                    | Reino Unido    | Kerrang! Top 50 Punk Albums                                   | 2006 | 2      |
| Classic Rock & Metal Hammer | Reino Unido    | Los Mejores 200 Álbumes de los 90                             | 2006 | *      |
| Robert Dimery               | Estados Unidos | 1001 Albums You Must Hear Before You Die                      | 2005 | *      |
| Rolling Stone               | Estados Unidos | Rolling Stone's 500 Greatest Albums of All Time               | 2003 | 193    |
| Spin Magazine               | Estados Unidos | Los 100 Mejores Álbumes, 1985–2005                            | 2005 | 44     |
| Rock and Roll Hall of Fame  | Estados Unidos | Los 200 Definitivos                                           | 2005 | 50     |

* denota que la lista no estableció un orden

## Gira de Dookie
Inmediatamente después del lanzamiento de Dookie, la banda se embarcó en una gira internacional que comenzó en Estados Unidos, donde utilizaron un bibliobús del padre de Tré Cool para desplazarse entre los conciertos. Una audiencia de millones de espectadores vio a Green Day actuar en Woodstock '94 mediante la fórmula de pago por visión, lo que ayudó a la banda a atraerse a más seguidores. Este evento fue el lugar donde se sucedió la pelea de barro entre la banda y la multitud, que continuó acabado el concierto. Durante la pelea, un guardia de seguridad confundió a Dirnt con un seguidor, lo abordó y lo estrelló contra un monitor, provocando al bajista heridas en un brazo y la rotura de dos de sus dientes.
La banda también apareció en el festival de Lollapalooza y en un evento caritativo en el Madison Square Garden, donde Armstrong tocó la canción "She" desnudo. Tras recorrer Estados Unidos y Canadá, la banda actuó en Europa antes de comenzar las sesiones de grabación de su siguiente álbum, Insomniac. Durante la gira, Armstrong estuvo algo nostálgico. Su mujer, Adrienne Armstrong, con la cual se casó poco antes del lanzamiento de Dookie, estuvo embarazada durante la mayor parte del tour, y Armstrong no se encontraba en condiciones ya que no podía ayudar ni cuidar de ella. El hecho de estar lejos de su familia durante la gira de Dookie y de la de los siguientes álbumes, hizo que, finalmente, la banda se tomase un paréntesis temporal.

## Lista de canciones
Todas las letras escritas por Billie Joe Armstrong, excepto donde este anotado, toda la música compuesta por Green Day. 
| N.º   | Título | Duración |  |
| 1.    | «Burnout» | 2:07     |  |
| 2.    | «Having a Blast» | 2:44     |  |
| 3.    | «Chump» | 2:54     |  |
| 4.    | «Longview» | 3:59     |  |
| 5.    | «Welcome to Paradise» (Regrabación) | 3:44     |  |
| 6.    | «Pulling Teeth» | 2:31     |  |
| 7.    | «Basket Case» | 3:01     |  |
| 8.    | «She» | 2:14     |  |
| 9.    | «Sassafras Roots» | 2:37     |  |
| 10.   | «When I Come Around» | 2:58     |  |
| 11.   | «Coming Clean» | 1:34     |  |
| 12.   | «Emenius Sleepus» (letra escrita por Mike Dirnt) | 1:43     |  |
| 13.   | «In the End» | 1:46     |  |
| 14.   | «F.O.D.» (La canción finaliza en el minuto 2:50, hay un silencio de más de 2 minutos y luego empieza la canción All By Myself escrita por Tré Cool en el minuto 4:07) | 5:46     |  |
| 40:58 | |          |  |

| iTunes/Spotify Edition |                 |          |  |
| N.º                    | Título          | Duración |  |
| 14.                    | «F.O.D.»        | 2:50     |  |
| 15.                    | «All By Myself» | 1:40     |  |
| 38:22                  |                 |          |  |

## Listas de éxitos

### Álbum
| Lista          | Posición |
| -------------- | -------- |
| Austria        | 4        |
| Billboard 200  | 2        |
| Finlandia      | 11       |
| Nueva Zelanda  | 1        |
| UK Top 40      | 13       |
| Swedish Top 60 | 3        |
| Suiza          | 6        |

### Sencillos
| 1994 | "Longview"            | 1 | 13 | 30 |    |    |    |
| 1994 | "Welcome to Paradise" | 7 |    | 20 |    | 21 |    |
| 1994 | "Basket Case"         | 1 | 9  | 7  | 3  | 21 | 35 |
| 1995 | "She"                 | 5 | 18 | 16 |    |    |    |
| 1995 | "When I Come Around"  | 1 | 2  | 27 | 28 | 4  |    |

## Créditos
- Billie Joe Armstrong – vocalista y guitarra (percusión en "All By Myself")
- Mike Dirnt – bajo y coros
- Tré Cool – batería (vocalista y guitarra en "All By Myself")

- Rob Cavallo – productor
- Green Day – productor
- Jerry Finn – mezclas
- Neill King – técnico de sonido
- Casey McCrankin – técnico de sonido
- Richie Bucher – diseño de portada